# Ida Ladstätter
Ida Ladstätter (ur. 13 lutego 1965 w St. Jakob in Defereggen) – austriacka narciarka alpejska, brązowa medalistka mistrzostw świata juniorów.

## Kariera
Wystartowała na mistrzostwach świata juniorów w Sestriere w 1983 roku, gdzie zdobyła brązowy srebrny medal w slalomie.
W zawodach Pucharu Świata zadebiutowała 25 marca 1982 roku w San Sicario, gdzie zajęła siódme miejsce w gigancie. Tym samym zdobyła pierwsze pucharowe punkty. Na podium zawodów tego cyklu pierwszy raz stanęła 5 stycznia 1986 roku w Mariborze, kończąc rywalizację w slalomie na trzeciej pozycji. W zawodach tych wyprzedziły ją jedynie jej rodaczka, Roswitha Steiner i Erika Hess ze Szwajcarii. W kolejnych startach jeszcze czterokrotnie stawała na podium zawodów pucharowych: 30 listopada 1987 roku w Courmayeur była druga, 13 grudnia 1987 roku w Leukerbad wygrała, a 21 stycznia 1990 roku w Mariborze i 13 marca 1990 roku w Vemdalen ponownie była druga w slalomie. W sezonie 1989/1990 zajęła 15. miejsce w klasyfikacji generalnej, w klasyfikacji slalomu była trzecia.
Podczas igrzysk olimpijskich w Calgary w 1988 roku zajęła szóste miejsce w slalomie. Był to jej jedyny start olimpijski.

## Osiągnięcia

### Igrzyska olimpijskie
| Miejsce | Dzień     | Rok  | Miejscowość | Konkurencja | Czas biegu | Strata | Zwyciężczyni    |
| ------- | --------- | ---- | ----------- | ----------- | ---------- | ------ | --------------- |
| 6.      | 26 lutego | 1988 | Calgary     | Slalom      | 1:36,69    | +2,90  | Vreni Schneider |

### Mistrzostwa świata
| Miejsce | Dzień    | Rok  | Miejscowość   | Konkurencja | Czas biegu | Strata | Zwyciężczyni |
| ------- | -------- | ---- | ------------- | ----------- | ---------- | ------ | ------------ |
| DNF1    | 7 lutego | 1987 | Crans-Montana | Slalom      | 1:33,30    | -      | Erika Hess   |

### Mistrzostwa świata juniorów
| Miejsce | Dzień   | Rok  | Miejscowość | Konkurencja | Czas biegu | Strata | Zwyciężczyni    |
| ------- | ------- | ---- | ----------- | ----------- | ---------- | ------ | --------------- |
| 3.      | 5 marca | 1983 | Sestriere   | Slalom      | 1:38,46    | +0,65  | Fulvia Stevenin |

### Puchar Świata

#### Miejsca w klasyfikacji generalnej
- sezon 1981/1982: 61.
- sezon 1982/1983: 72.
- sezon 1984/1985: 58.
- sezon 1985/1986: 29.
- sezon 1986/1987: 26.
- sezon 1987/1988: 21.
- sezon 1988/1989: 42.
- sezon 1989/1990: 15.

#### Miejsca na podium
1. Maribor – 5 stycznia 1986 (slalom) – 3. miejsce
2. Courmayeur – 30 listopada 1987 (slalom) – 2. miejsce
3. Leukerbad – 13 grudnia 1987 (slalom) – 1. miejsce
4. Maribor – 21 stycznia 1990 (slalom) – 2. miejsce
5. Vemdalen – 13 marca 1990 (slalom) – 2. miejsce